# Love Zombies
Love Zombies é o segundo álbum de estúdio do grupo inglês de pós-punk, The Monochrome Set.
Com um som um pouco menos chocante e mais acessível do que o álbum de estréia, o grupo descreveu o álbum no encarte original como um olhar insolente em sua estranha vida ... seu amor selvagem ... em um mundo conturbado de desejos.

## Faixas
1. Love Zombies -  4:04
2. Adeste Fideles - 3:48
3. 405 Lines    -  3:16
4. B-I-D Spells Bid - 3:19
5. R.S.V.P.     -   3:32
6. Apocalypso   -   3:37
7. Karma Suture  -  4:47
8. The Man with the Black Moustache - 3:18
9. The Weird, Wild and Wonderful World of Tony Potts - 3:26
10. In Love, Cancer? - 3:24